# NGC 3795
NGC 3795 (również PGC 36192 lub UGC 6629) – galaktyka spiralna (Sbc), znajdująca się w gwiazdozbiorze Wielkiej Niedźwiedzicy. Odkrył ją William Herschel 18 marca 1790 roku.